# 松平宗矩
松平 宗矩（まつだいら むねのり）は、江戸時代中期の大名。越前国福井藩10代藩主。初代結城秀康の血統最後の越前福井藩主となった。

## 経歴
正徳5年（1715年）3月26日、陸奥国白河新田藩主・松平知清（陸奥白河藩主・松平直矩の四男）の次男として誕生。
享保6年（1721年）12月11日、8代将軍・徳川吉宗の指示により、福井藩9代藩主・松平宗昌の養子となり、先々代藩主・松平吉邦の一人娘であった勝姫を正室とした。享保9年（1724年）、宗昌の死去により家督を継いだ。享保11年（1726年）12月11日に元服し、従四位下侍従に叙任、同時に、養父・宗昌と同様に、将軍・吉宗から偏諱（「宗」の字）を受けて宗矩（「矩」は祖父・直矩の1字）、通称を兵部大輔と名乗った。享保18年（1733年）12月18日には左近衛権少将に任じられた。
寛延2年（1749年）10月21日に江戸にて死去した。享年35。延享4年（1747年）に養子縁組した一橋家徳川宗尹（吉宗の四男）の長男・於義丸（重昌）が跡を継いだ。

## 藩政
災害が相次いでますます悪化する藩財政を再建するために倹約令を出し、藩士のチェックのために勝手吟味役を設けて厳しく推奨した。借米や御用金の申し付けを行うなど財政に苦労したが、その一方で貧困や災害に苦しむ困窮者を対象に救米の貸与・提供を行うなど、善政に尽くしたと言われている。
複数回の大雪や大洪水に見舞われたこともあり、財政が窮乏する中、藩札に対する不安から取り付け騒ぎも何度か起こり、信用回復のために担当者を処分している。
殖産にも力を入れ、三国湊の整備や、漆の増産を目指した苗木の植林も行っている。
こうした諸政策が評価されてか、越前国内の幕府領が全て福井藩の預所となったが、一方で寛保3年（1743年）8月に日光普請手伝いを拝命し、これもまた財政に負担となった。日光修復の栄誉を記念するため、藩士に命じて装飾などの絵図面を描かせている。
「徳正君御出語」においては、領民・家臣から慕われた名君であると記されている。

## 系譜
- 父：松平知清
- 母：本多氏
- 養父：松平宗昌
- 妻：勝姫（1720年 - 1743年） - 照光院、松平吉邦の娘
  - 養子：松平重昌（1743年 - 1758年） - 徳川宗尹の長男